# Academy of Music (Philadelphia)

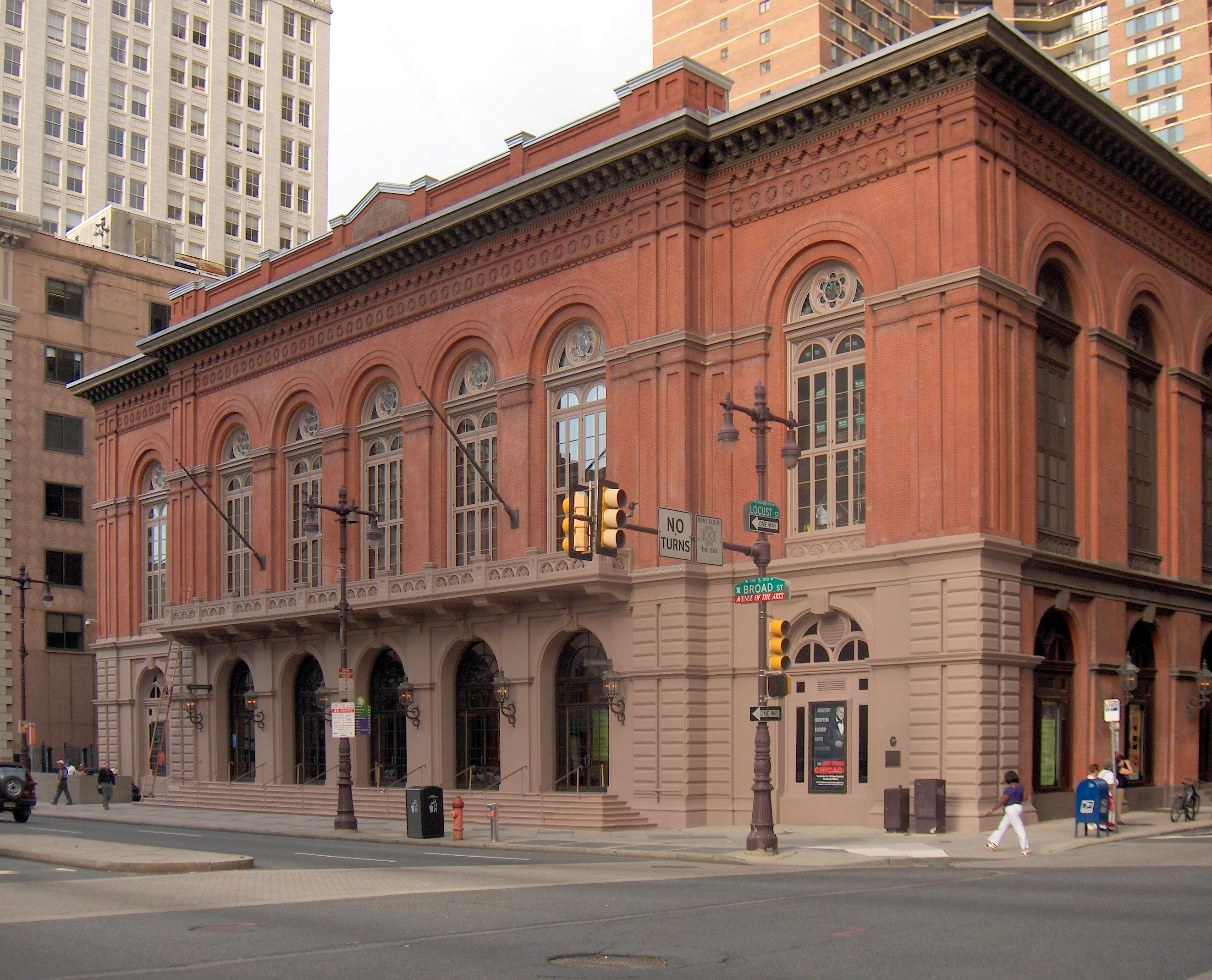
Academy of Music, Außenansicht, 2009

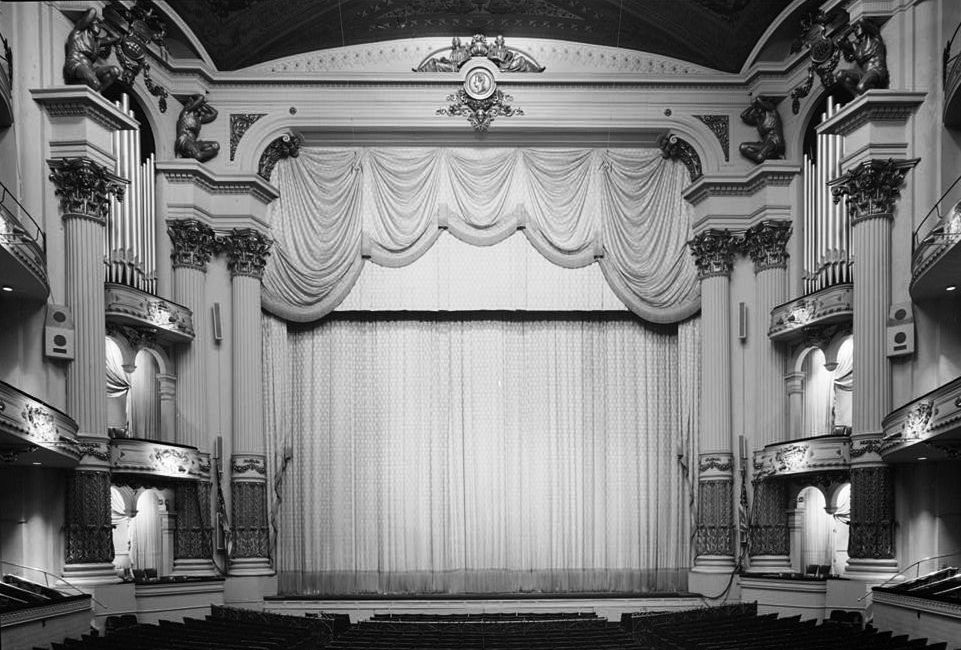
Academy of Music, Innenansicht

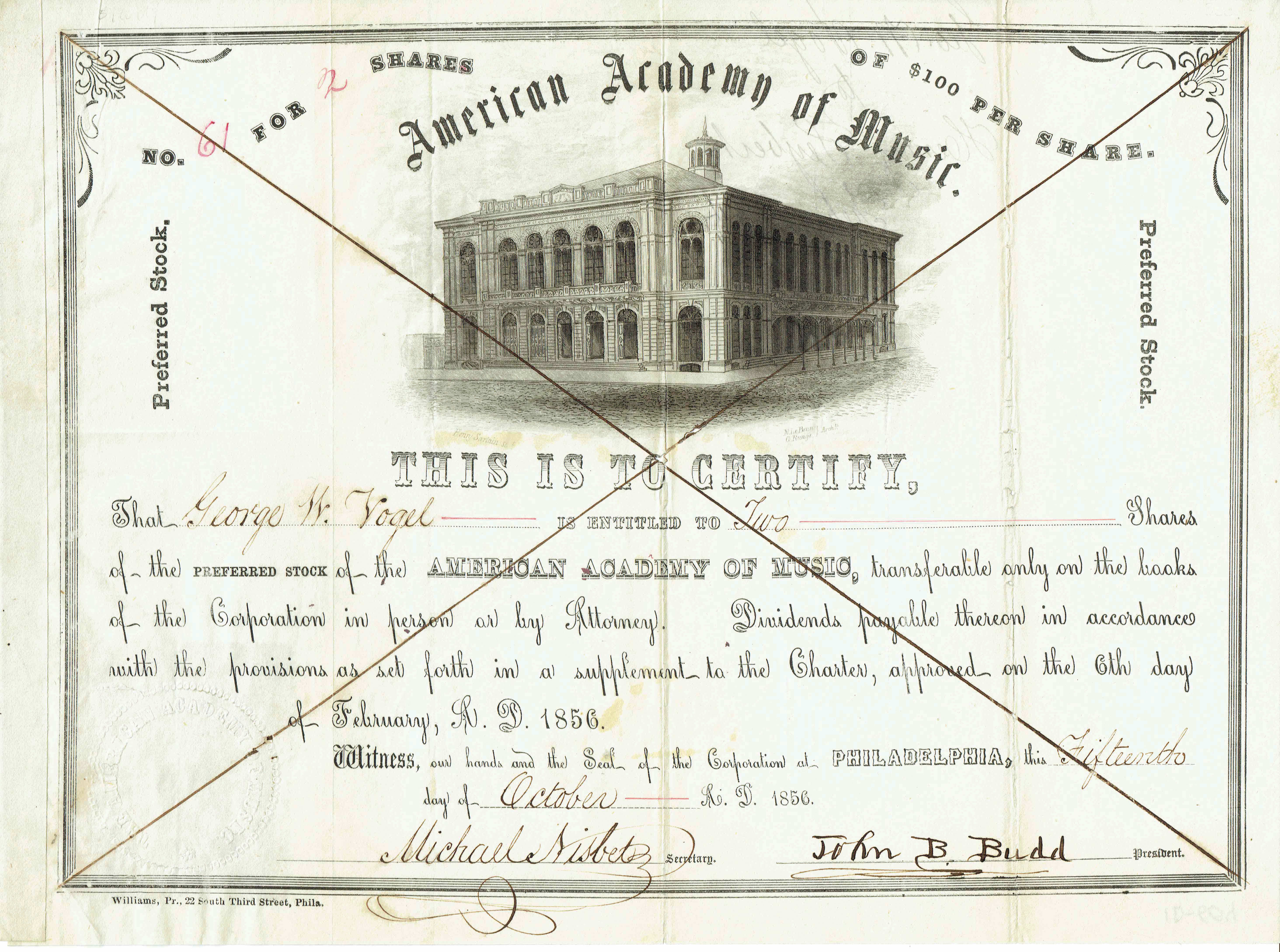
Aktie der American Academy of Music vom 15. Oktober 1856

Die Academy of Music, auch American Academy of Music, ist ein amerikanisches Opernhaus in Philadelphia.

## Geschichte
Im Vorfeld des Baus wurde 1854 ein Wettbewerb ausgerufen, den der angesehene und vor allem in Philadelphia tätige Architekt Napoleon LeBrun gewann. An der Grundsteinlegung 1855 nahm der damalige Präsident der Vereinigten Staaten Franklin Pierce teil. Das Opernhaus wurde im Jahre 1857 fertiggestellt, die erste Aufführung war am 25. Februar des Jahres Il trovatore von Giuseppe Verdi. Die Academy of Music wird seither ununterbrochen als Opernhaus genutzt und ist somit das älteste für diese Zwecke genutzte Gebäude in den USA. Die Oper bietet Platz für ca. 3.000 Besucher und wird auch „Grand Old Lady of Broad Street“ (nach der Lage des Gebäudes an der Broad Street) genannt. Sie ist Sitz des Pennsylvania Ballet und der Opera Philadelphia. Bis zu seinem Umzug im Jahre 2001 war dort zudem das Philadelphia Orchestra ansässig.
Im Laufe von über 150 Jahren waren zahlreiche weltbekannte Künstler, Dirigenten und Komponisten zu Gast, diverse Opern, wie etwa Ariadne auf Naxos von Richard Strauss oder Der fliegende Holländer von Richard Wagner, hatten in Philadelphia ihre Amerika-Premiere.
Die Academy of Music wurde als „besonders bedeutend“ eingestuft und ist seit 1962 National Historic Landmark, in das National Register of Historic Places wurde sie 1966 aufgenommen.

## Diverses
Die Academy of Music war 1872 Ort der Republican National Convention, der Film Zeit der Unschuld von Martin Scorsese aus dem Jahr 1993 wurde teilweise in dem Gebäude gedreht.